# Expediciones de Agatocles a África
Las expediciones de Agatocles a África fueron operaciones militares llevadas a cabo por el ejército siracusano al mando de Agatocles, tirano de Siracusa, en el norte de África entre los años 311 y 306 a. C.

## Orígenes del conflicto
En 312 a. C. Agatocles atacó Mesina y Agrigento, estando esta última controlada por Cartago. La flota cartaginesa intervino pero estos barcos fueron capturados por los estrategas de Agatocles y el tratado del año 313 a. C. se rompió. Los cartagineses enviaron a Sicilia un ejército de 2000 ciudadanos a los que sumaron mercenarios libios, etruscos y baleares. Obtuvieron una importante victoria en 311-310 a. C. sobre Hímera, lo que les valió el apoyo de varias ciudades griegas dependientes de Siracusa (Camarina, Leontinos, Catania, Mesina y Tauromenio). Agatocles fue asediado en su ciudad y la guerra parecía perdida para el tirano.

## Primera expedición a África (311-308a.C.)
Entonces decidió llevar la guerra a África. Esta expedición era inédita: ningún tirano siciliano que luchara contra los cartagineses se hubiera atrevido a hacer la guerra en ultramar, aunque sólo fuera porque los cartagineses ejercían el dominio sobre los mares. Pero precisamente Agatocles contaba con la inexperiencia de los cartagineses en luchar en su propio territorio y esperaba la rebelión de los pueblos de Libia sujetos a Cartago. El 14 de agosto 310 a. C. desembarcó en el Cabo Bon y condujo a sus tropas contra una ciudad llamada Megalópolis, que conquistaron, quedando sorprendidos de su belleza y prosperidad. Luego Agatocles capturó una ciudad llamada la Túnez blanca (distinta de la actual Túnez ocupada más tarde por el tirano de Siracusa).
Dado el avance fulgurante de los griegos, los cartagineses nombraron como generales a Hannón y a Bomílcar y organizaron un ejército compuesto principalmente por sus ciudadanos. Una nueva confrontación entre soldados griegos y cartagineses tuvo lugar poco después. Hannon era el responsable del mando y dirigió el batallón sagrado formado por 2 000 soldados de élite, ciudadanos de Cartago. Sin embargo, el ejército cartaginés fue barrido por Agatocles y Hannon murió durante el enfrentamiento. Los cartagineses enviaron ofrendas a Tiro, su metrópoli, mientras realizaron sacrificios de niños para atraer la benevolencia del dios Baal Hammon. El relato que hace Diodoro Sículo de estos eventos debe ser tomado con precaución: en él se reconoce la hostilidad de los sicilianos hacia los cartagineses y el texto del historiador repite palabra por palabra el de otro autor que escribió antes de la expedición de Agatocles a África, Clitarco de Alejandría. 
Agatocles, tras su victoria, inmediatamente llevó a cabo un saqueo del territorio de Cartago: muchas ciudades que habían estado sometidas a Cartago pasaron a su bando y emprendieron una expedición hacia el sur, tomaron Neapolis (actual Nabeul) y Hadrumetum (actual Susa), firmaron una alianza con Elimas, un rey libio, y a continuación tomaron Tapso antes de dirigirse al interior del país. Tuvieron que detener su progreso ante la movilización de los cartagineses que amenazaban su campamento de Túnez y la traición de su aliado Elimas. En Sicilia, el general Amílcar fue derrotado y su cabeza fue cortada y llevada a poder de Agatocles que no dudó en mostrarla a los cartagineses en las murallas de su ciudad. A pesar de estos éxitos, aparecieron disensiones contra Agatocles y el tirano realizó un discurso en medio de sus tropas tras el que amagó con suicidarse. Sus hombres, conmovidos, detuvieron su acción y Agatocles volvió a obtener el mando por aclamación y a continuación consiguió nuevas victorias militares sobre los cartagineses.
Pero Cartago seguía en pie y Agatocles debía encontrar un aliado para vencer la resistencia púnica. Puesto que era consciente de su debilidad naval y había quemado sus barcos tras el desembarco en África, para mostrar su compromiso con sus hombres, el tirano decidió pedir ayuda a Ofelas, el ex trierarca de Alejandro Magno y gobernador de la Cirenaica, en nombre del sátrapa de Egipto, Ptolomeo. En caso de victoria, Ptolomeo recuperaría el territorio de Cartago en Libia, y podría realizar allí empresas colonizadoras mientras Agatocles tomaría posesión de toda la isla de Sicilia. Agatocles tenía, en efecto, necesidad de contar con la flota egipcia para poner sitio a Cartago, y tenía en mente asumir él el mando en tierra mientras Ofelas tendría el mando en los asuntos marítimos. Sin embargo, la flota egipcia no llegó, Ofelas ejercía el mando en tierra y nada salió de acuerdo a los planes de Agatocles. En 308 el tirano hizo asesinar a Ofelas sin que este acto cortara sus buenas relaciones con Ptolomeo, ya que le da su hija Teoxena en matrimonio. 
Las victorias de Agatocles en África fueron conocidas en Sicilia, donde la ciudad de Agrigento decidió recuperar su independencia y liberó Enna y Gela de sus guarniciones púnicas. Cartago estaba entonces con problemas tanto en Sicilia como en África: Agatocles tomó de manera brutal Útica e Hippo Acra (Bizerta actual), pero en lugar de marchar sobre Cartago, prefirió volver a Sicilia, puesto que los cartagineses, siguiendo el modelo de su estrategia, habían enviado un nuevo ejército para amenazar a Siracusa. Dejó en África a su lugarteniente Eumaco, que partió en una expedición hacia el interior, y a sus dos hijos, Arcagato y Heráclides, que debían continuar la lucha contra Cartago. 

Mapa del territorio de África controlado por Cartago donde se muestran los territorios tomados por Agatocles y los probablemente recorridos por Eumaco.

La expedición de Eumaco fue la oportunidad para Diodoro Sículo, quizás a partir de un relato de Duris de Samos, para describir Libia de manera semi-legendaria. Eumaco tomó ciudades de las que a veces desconocía su posición exacta (Tocai —probablemente Dougga— y Felline) y luego llegó al país de los Asfodélodes cuyos habitantes eran de piel negra. Luego llegó a un pueblo llamado Meschela, que según la tradición fue fundada por los griegos que regresaban de Troya (lo que significa que es una ciudad costera), y finalmente tomó Hippo Acra, en la que debe reconocerse a Hippo Regius. Por último, tomó una ciudad libre, Acris, cuya población redujo a la esclavitud. Luego Eumaco se embarcó en una segunda expedición a la Libia Superior. Fue derrotado en Miltina, se perdió en las montañas, donde los gatos eran tan numerosos que no había ningún pájaro y finalmente llegó a una región donde los monos vivían entre los hombres, por lo que tres de las ciudades de esta región se llamaban Pitecusas, la ciudad de los simios. Allí se decidió volver a Cartago.
Estas dos expediciones deben ser claramente diferenciadas: la primera tuvo por objetivo controlar el territorio dependiente de Cartago, llegando también a intimidar a la población de los alrededores (como Acris). La segunda es más bien una misión de exploración, tal vez al este de Argelia actual, se hace la descripción de un país bárbaro (como lo demuestra la mezcla de hombres y animales entre la población) y se traspasan las fronteras del mundo conocido, en una región que no está bajo el control de ninguna autoridad política en los ojos de un griego. Por consiguiente, no había incentivos para continuar la expedición. Más aún cuando los cartagineses, que habían tomado nota de la partida de Eumaco y sus hombres, decidieron enviar más fuerzas a través de su territorio, en primer lugar para reducir el número de habitantes protegidos por sus murallas —que estaban siendo sometidos a un asedio y en consecuencia privados de los campos que abastecían a la ciudad en tiempos normales— y también para recuperar sus antiguos aliados que se habían pasado al enemigo. Tres contingentes de soldados salieron entonces de Cartago, uno hacia el interior, otro hacia la Alta Libia y el tercero hacia la costa. Los dos primeros obtuvieron victorias frente a Arcagato y Eumaco.
Arcagato decidió enviar emisarios para pedir ayuda a su padre. Este último se encontraba en Sicilia donde había tomado el título de rey de la isla. En el año 307 a. C. tomó Heraclea Minoa y se alió con Terma (su ciudad de origen, según Diodoro de Sicilia). En Siracusa, eliminó parte de sus opositores políticos. El puerto seguía bloqueado por treinta naves púnicas y Agatocles solo pudo escapar gracias a la ayuda de 17 barcos etruscos que habían acudido en su rescate.

## Segunda expedición y solución del conflicto (307-306a.C.)
En África, la situación se había deteriorado aún más: Arcagato no había pagado los sueldos a los mercenarios y los cartagineses habían conseguido algunas pequeñas victorias militares. Agatocles, para calmar el descontento de sus soldados, les prometió un enorme botín si conseguían una victoria decisiva contra los cartagineses y entonces sus hombres accedieron a seguir, pero fueron derrotados. De regreso al campamento, el rey decidió partir de vuelta a Sicilia en secreto con unos pocos entre los que se encontraba su hijo menor, Heráclides, puesto que sospechaba que Arcagato, el mayor, mantenía relaciones íntimas con su madrastra y ambos podían conspirar contra él. Desconfiando, Arcagato previno a los oficiales de los planes de su padre, y Agatocles fue apresado y puesto bajo custodia pero pudo escapar en un momento de pánico general en el que se creía que los enemigos se acercaban y huyó en una embarcación en compañía de algunos seguidores. Los soldados, cuando se enteraron de su fuga, mataron a los dos hijos de Agatocles y pactaron con los cartagineses. Esta versión está relatada por Diodoro, pero no coincide con el texto de Justino según el cual Agatocles habría querido llevarse a Arcagato pero los soldados lo habrían capturado en el último momento. La tradición transmitida por Justino es mucho más favorable para el rey de Sicilia. Sin embargo, no está claro si esta tradición quería atenuar el daño de Agatocles o si, en cambio, en la versión transmitida por Diodoro, se trataba de manchar la imagen del rey. Lo cierto es que Agatocles volvió a salir de África el año 307 a. C. 
Los cartagineses, debilitados en Sicilia —Segesta había sido tomada y refundada por Agatocles y Selinunte se había aliado con el tirano— habían vuelto a ser dueños de África después de la salida del rey y ofrecieron un tratado de paz en el 306 a. C. Las dos expediciones de Agatocles no habían servido más que para reafirmar la presencia cartaginesa en la parte occidental de Sicilia.
Cuestionado después de la derrota, Agatocles aseguró su dominio sobre la parte oriental de la isla, puso guarniciones en las ciudades sometidas, impuso tributos y castigó a los pueblos rebeldes como Segesta. Una vez que estos territorios estuvieron bajo su control, cambió su estrategia y se comprometió a una verdadera política helenística al igual que los diádocos orientales.